# Félix Lora
Félix Lora (n. Vercelli, Italia, 1863 - m. Turín, Italia, 1925), fue un martillero público que se destacó por ser un gran benefactor de la colectividad italiana en la Argentina. Por este motivo recibió en su país de nacimiento las insignias de Gran Oficial y el título de conde.

## Biografía
Emigró a la Argentina, siendo muy joven, y se radicó en la ciudad de La Plata, donde se dedicó a actividades inmobiliarias, siendo la primera persona en emplear el sistema de ventas de lotes de terreno en mensualidades, logrando así que miles de pequeños ahorristas tuviesen su propio terreno.
Gracias a la fortuna que acumuló con su trabajo, pudo realizar importantes actos de filantropía, en especial en la Cruz Roja italiana, de la que fue delegado en la Argentina, durante la Primera Guerra Mundial. Su actuación fue premiada en 1921 en Roma, ante la presencia de destacadas personalidades.
En la ciudad de La Plata hizo construir, financiándolo con su dinero, un pabellón en el Hospital Italiano Humberto I°.
Continuó sus negocios inmobiliarios en la ciudad de Buenos Aires, rematando grandes extensiones de terrenos. Integró la comisión directiva del Hospital Italiano realizando en él importantes aportes benéficos. También donó importantes sumas de dinero a la Municipalidad, entre ella 150.000 pesos para la construcción de un albergue para pobres, el cual lleva actualmente su nombre y se halla en Paseo Colón y Av Independencia.
Por sus acciones en favor de la comunidad italiana en la Argentina recibió las insignias de Gran Oficial y el Rey de Italia le impuso el título de conde.
Murió en Turín en 1925, pero dejó expresada su voluntad de que sus restos fuesen trasladados a Buenos Aires, lo cual así se hizo, y fueron los mismos inhumados en el cementerio del Norte (actual Cementerio de la Recoleta), recibiendo grandes manifestaciones de pesar. En su testamento legó una gran cantidad de dinero para que se construyera un palacio destinado a la Casa de Italia en la Argentina. Esta se con construyó en la actual calle Alvear, entre Cerrito y Libertad, demoliendo el viejo teatro Coliseo y realizando uno nuevo, con capacidad para 2.000 persona, con el mismo nombre, y además se construyó el edificio del Consulado de Italia, y otras dependencias de ese país.
Una calle de Buenos Aires lleva su nombre y una placa de bronce en el hall del teatro Coliseo lo recuerda.